# Лонгобуко
Лонгобу̀ко (на италиански: Longobucco) е малко градче и община в Южна Италия, провинция Козенца, регион Калабрия. Разположено е на 784 m надморска височина. Населението на общината е 3403 души (към 2012 г.).